# 此在
此在（德語：Dasein）是海德格尔在他的著作《存在与时间》中提出的哲学概念。Dasein一词由两部分组成：da（此时此地）和sein（存有、是），沒有直接對應的中文术语。为表达da与sein本身的关系，有时也译作“亲在”、“缘在”等等，“此在”是现在比较通用的译名。
海德格尔用此在的概念来揭露笛卡尔和康德没有探索的关于存在的自然本性。海德格尔追问存在的本质，由于人们谈论存在时，总是指称某个存在者，存在本身则隐而不露，所以我们只能得到存在者本身。由于存在者有无数个，在海德格尔看来，我们只有通过对此在这样一种存在者才能把握存在本质。海德格尔将此在定义为：期望、理解、把握、通达，都是构成存在的行为，而且它们本身就是一种特定存在者的样式，也就是提问者向来所是的那种存在者的存在样式。因此，理解存在的本质在于把握那个提问者的存在。追问存在的本质这个问题本身受到追问者的规定，也是追问者的存在样式，所以此在就是一种对存在发出追问的存在者。由于此在作为一种能追问存在意义的存在者，所以它才能成为我们解决存在意义的特殊存在者。
海德格尔和尼采一样批判本体的概念，他认为此在永远是一种在世（being-in-the-world、das-in-der-Welt-sein）的存在者。存在的基本形式不是以一种主体或客体的方式，而是以一种在世的统一形式，此在以在世的展开状态中领会存在本身，这种展开状态就是“此”的本质含义。

## 參看
- 現象學
- 存在主義